# Ginórmica
Ginórmica, cujo nome real é Susan Murphy, interpretada por Reese Witherspoon, é a protagonista da série de filmes  Monsters vs. Aliens. Originária de Modesto (Califórnia), é uma personagem jovem com características físicas normais até o dia do seu casamento quando foi atingida por um meteorito composto por uma substância especial, o Quantonium, que a fez crescer cerca de 15 metros de altura.também possui força sobre-humana e imortalidade